# Albert Abril
Joan Albert Abril i Pons (Barcelona, 1947) és un periodista, productor i realitzador de cinema. És membre de la Societat Catalana de Comunicació de l'Institut d'Estudis Catalans.

## Biografia
Va estudiar a la Universitat Autònoma de Barcelona on es va llicenciar en Ciències de la Informació. També va estudiar disseny gràfic a l'Escola Massana i història de l'art. Posteriorment ha realitzat màsters en psicologia, màrqueting, publicitat, i estadística.
Especialitzat en gran reportatge internacional -conflcites bèl·lics, eleccions legislatives, festivals cinematogràfics- (1972-2018) va iniciar la seva carrera de periodista com enviat especial a la guerra del Vietnam (1972), per al diari Tele/eXpres, juntament amb el novel·lista Quim Monzó amb qui també va estar a Phnom Penh (Cambodja) mentre els khmers rojos preparaven la seva entrada a la ciutat per a expulsar el règim de Lon Nol. També van fer reportatges de la guerra de Moçambic durant el procés de descolonització a mitjans de la dècada de 1970, entrevistant-se amb representants del Frelimo (Frente de Libertação de Moçambique) al sud de Tanzània.
A Dar es Salaam van entrevistar els màxims dirigents de les guerrilles africanes d'alliberament, des del SWAPO (South West African People's Organisation) de Namíbia al MPLA (Movimento Popular para la Liberaçao de Angola), i van contactar amb el líder Samora Machel, la dona del qual, Graça Machel seria més endavant patrocinadora dels moviments africans d'alliberament, des de Sud-àfrica, ja essent companya de Nelson Mandela.
Va fer reportatges sobre l'IRA irlandès a Belfast i a l'Orient Mitjà (Damasc, El Caire, Beirut), on va contactar amb l'entorn dirigent de l'OAP (Organització per a l'Alliberament de Palestina) i del mateix Iàssir Arafat, i va ser convidat pel Front Polisario per a fer reportatges sobre la descolonització d'aquest territori, on es va entrevistar amb el primer ministre de la RASD. Tot es publicava al diari Tele/eXpres, a més de diverses revistes i publicacions.
Va entrar a treballar a la redacció del diari Avui (1976), on s'estaria per més d'una dècada, com a subcap de la secció d'Internacional per passar a ser-ne més endavant el redactor en cap d'Espectacles, Cinema i TV de l'any 1976 al 1984., Membre del Consell de Redacció del diari, del Consell d'Administració de l'empresa editora.
Enviat especial a Portugal després de la Revolució dels Clavells (1976) va cobrir la informació de les primeres eleccions després del cop militar portuguès. A Lisboa va conèixer Antonio Macedo president del Partit Socialista Portuguès i a Mario Soares, candidat, i futur president de la República, de qui va publicar reportatges i fotografies a diversos mitjans.
Va actuar d'assessor polític electoral de diversos polítics catalans de màxim nivell i de politòleg (1976-2010). També va ser enviat especial per a cobrir eleccions legislatives arreu d'Europa (Gran Bretanya, França, Portugal...) (1975-1984) i també als Estats Units (1977) i Brasil (2003). Durant aquest període va entrevistar els ministres francesos Jean-Pierre Chevènement (Defensa), Brice Lalonde (Medi Ambient), o el germà del Che Guevara.
També va cobrir els festivals de cinema de categoria A (Berlín, Sant Sebastià, Venècia), on entrevista múltiples directors de cinema com Federico Fellini, Rainer Werner Fassbinder, Krzysztof Zanussi, o Margarethe von Trotta (1983-1987). Entre altres, va entrevistar també un jove François Truffaut a Barcelona.
Des de 1996 fins al 2008, quan la revista va passar a edició digital (MRD-Marc de Referències Digital -www.referències.cat-), va ser director de la revista de política cultura i pensament Marc de Referències, amb col·laboradors de l'elit intel·lectual internacional publicats en exclusiva mundial com Lucca Cavalli Sforza, Umberto Eco, Amartya Sen, Jean Daniel, Ignacio Ramonet, Ahmed Ben Bella, etc.
Autor de centenars d'articles, reportatges i entrevistes, ha col·laborat (1976-2014) en diferents èpoques en tota la premsa diària de Barcelona amb articles d'opinió i reportatges (El Periódico, El Punt-Avui, El País, Diari de Barcelona, La Vanguardia, Avui, Tele/eXpres...) i en múltiples revistes (Marc de Referències, Altaïr, Ajoblanco, Flashmen, Canigó, Oriflama…), emissores de ràdio, etc. Va formar part de la primera redacció de la revista Ajoblanco.

## Acció política i social
Militant en diversos grups a la clandestinitat, va ser un dels fundadors de Nacionalistes d'Esquerra amb Lluís Llach, Magda Oranich, i d'altres i va participar en l'Assemblea de Catalunya. Abans havia col·laborat en el moviment de la Nova Cançó.
Quan l'aparició de l'Assemblea Nacional Catalana (ANC) el 2011, en va ser membre de la Comissió Permanent.
Cofundador de l'Institut del Cinema Català, va ser un dels ponents de les Jornades Critiques de Cultura Catalana del Poliorama, a Conselleria de Cultura, en que un conjunt de joves intel·lectuals (Xavier Bru de Sala, Norbert Bilbeny, Josep Gifreu, Josep Lluís Mateo, Josep Maria Solé i Sabaté, Enric Canals, etc.) interpel·laven la societat i la política sobre la cultura del país. Abril ho feia des del món del cinema, on a més havia creat el col·lectiu Nous Directors Catalans que va ser el revulsiu que va donar lloc a la creació de l'Acadèmia de Directors de Cinema de Catalunya.
A principis dels anys 80 havent col·laborat amb el primer director general de Cinematografía virtual, Miquel Porter-Moix, va rebre l'encàrrec d'ocupar la Direcció General de Cinematografia, però el rebutjà en dedicar-se intensament a la producció.
Professor universitari (1997-2005), va impartir el Crèdit de Guió Audiovisual de la Universitat de Barcelona, i el de l'Institut d'Escriptura i Humanitats de l'Ateneu Barcelonès.

## Cinema

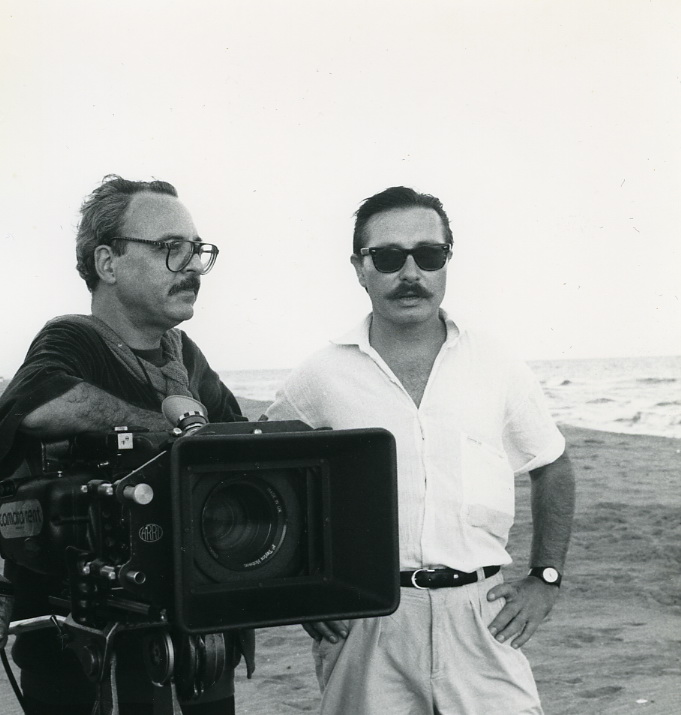
Albert Abril amb el director de fotografia Llorenç Soler, durant el rodatge del film L'home de neó, selecció oficial al Festival de cinema de Berlin (1988)

Productor i director cinematogràfic, va iniciar el seu treball en llarg metratge el 1982 amb el film El viatge a l'última estació que va ser distingida amb el Premi Nous Realitzadors del ministeri espanyol de Cultura,
El 1988 va fer el seu segon llarg, L'Home de Neó que va ser seleccionat per representar l'Estat espanyol al Festival de cinema de Berlin de 1989 i va rebre diversos premis arreu del món, entre els quals l'Especial Calidad del ministeri espanyol de Cultura, i es va distribuir arreu del món tant per cinemes com per televisions. El 1992 va fer el seu tercer i darrer llarg metratge La recerca de la felicitat seva obra més personal, que fou distribuïda per televisió.

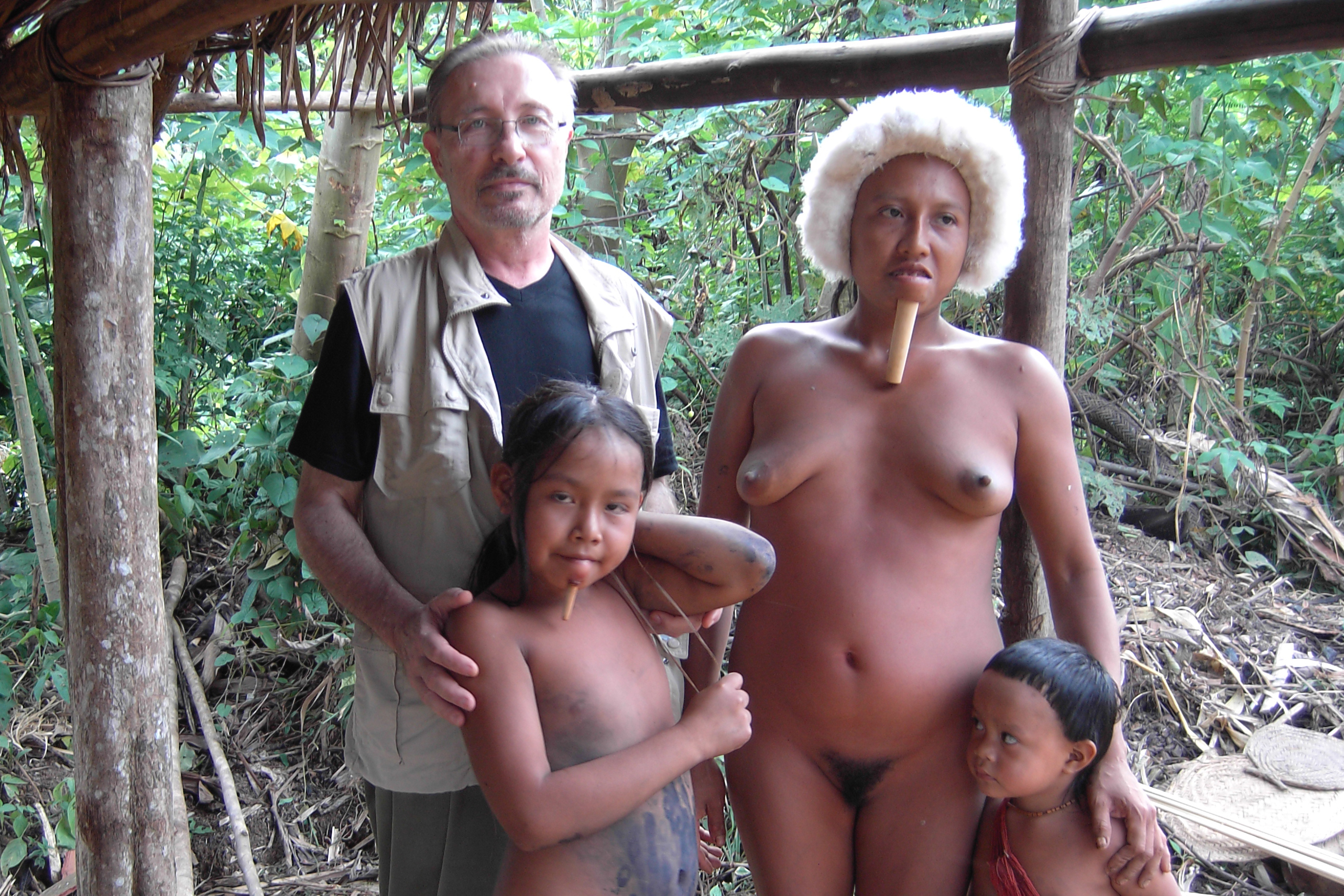
Albert Abril a Amazònia, amb una família zo'è"(any 2007)

Aquesta activitat cinematogràfica que inicià de ben jove, d'estudiant a l'Escola Massana de Barcelona, el va dur a fer les primeres passes en el món del cinema amb companys com Toni Martí, Pere Canyellas o el mateix Quim Monzó, amb qui signà alguns dels primers curts experimentals (Spazzatura, Em dic sistema, Pi de la Serra interpreta els Segadors...). Després de gairebé cinc-cents films d'art, documentals per televisió,etc.
Els seus actuals treballs com a periodista són documentals per a televisió com La memòria de la matèria (2013) Art i rebel·lia/Carles Fontserè a contracorrent (2016) i Generació kibbutz (2020).
Com a periodista s'ha especialitzat en reportatges sobre tribus aïllades i recent contactades de l'Amazònia, havent organitzat diverses expedicions als territoris indígenes dels indis Xipaià (1999), Kaiapó (1999), Araweté (1999) Sateré-Mawé (2003) i –diversos cops- els Zo'è (2007-2010).
Augusto M. Torres el considera un dels directors espanyols maleïts, malgrat sembla que fa referència a una mena de mala sort per no haver rebut el suport de la crítica i a causa del fracàs comercial dels films. Al capítol que li dedica al seu llibre Directores Españoles Malditos, destaca que, tot i haver rebut un premi per la seva proposta experimental i direcció de la seva pel·lícula Viatge a l'última estació (1982), l'interès despertat en cercles minoritaris no es va correspondre amb el que haurien fet sorgir les obres successives.